# Félix Le Peletier d'Aunay
Pour les autres membres de la famille, voir Famille Le Peletier.
Louis Honoré Félix Le Peletier d'Aunay (né le 10 avril 1782 à Paris et mort le 16 janvier 1855 à Paris), est un homme politique français du XIXe siècle.
Auditeur au conseil d'État et préfet napoléonien, il fut depuis neuf fois député et vice-président de la Chambre durant 6 sessions.

## Biographie
Né d'une famille noble apparentée au philosophe de Maistre, et petit-fils d'un ancien premier président à mortier au Parlement de Paris, Louis Honoré Félix Le Peletier d'Aunay fut élève de l'École militaire d'Auxerre, et, en l'an XIV, garde d'honneur de la ville de Paris.

### Conseil d'État et carrière préfectorale
Il avait été nommé auditeur au conseil d'État le 11 mars 1806 avec le soutien du général Clarke.
Auditeur près les ministres des Finances et du Trésor public et la section des finances de 1806 à 1808, il est également rattaché à la commission des pétitions en 1808.
Il passe ensuite en service extraordinaire et est nommé (25 novembre 1808) pour administrer, en qualité de préfet, le département nouvellement créé de Tarn-et-Garonne, de 1809 à 1812. En 1810, il se fait remarquer par son opiniâtreté à refuser, dans les courriers officiels, de donner aux ministres le titre de « Monseigneur ». L'affaire est soumise à l'Empereur par Montalivet. À la suite de ce recours, le jeune préfet doit obtempérer.
Il accède cependant à l'auditorat de première classe en 1812. Il ne change de préfecture qu'en mars 1813, nommé le 12 à celle d'Eure-et-Loir et le 25 à celle de la Stura, sur une appréciation favorable de Montalivet.
Chevalier de la Légion d'honneur (1813), baron de l'Empire du 9 janvier 1810, il rentre dans la vie privée en 1814, et combat le gouvernement de la Restauration dans les rangs de l'opposition constitutionnelle.

### Député sous la Restauration…
Le 17 novembre 1827, il entre au parlement.
Élu député du 3e arrondissement de Seine-et-Oise (Montfort-l'Amaury), contre le marquis de Bouthillier, il se rallie au cabinet Martignac, qui le fait conseiller d'État. Il vote contre les Ultras, et est, sous le cabinet Polignac, des adresses des 221.

### …la Monarchie de Juillet…
Il obtient sa réélection (par 194 voix sur 288 votants et 334 inscrits), le 12 juillet 1830, contre le comte Laugier (89 voix), adhère à la monarchie de Louis-Philippe, et est encore réélu (par 291 voix sur 368 votants et 447 inscrits), le 5 juillet 1831, cette fois par le 6e collège de Seine-et-Oise (Rambouillet), contre Arrighi de Padoue (66 voix).
Lepeletier d'Aunay siège dans la majorité conservatrice, avec laquelle il vote le plus souvent. En certaines circonstances, toutefois, il se rapproche, comme son ami Royer-Collard, de la fraction la plus modérée de l'opposition. Le 21 avril 1832, il s'oppose à une demande d'appel nominal, par la raison que « cet appel n'aurait d'autre objet que de jeter l'inquiétude dans les familles de ceux qui n'y répondraient pas ».
Réélu (par 229 voix sur 309 votants et 411 inscrits), le 21 juin 1834, contre M. d'Albert de Luynes (37 voix), et M. Arrighi de Padoue (22 voix). Il n'approuve pas les lois de septembre (1835) ni la loi de disjonction.
Par contre, il se montre favorable au ministère Molé, sollicite avec succès le renouvellement de son mandat, qu'il obtient (par 208 voix sur 284 votants et 423 inscrits), les 4 novembre 1837 et 2 mars 1839 (par 238 voix sur 335 votants). Il se prononce pour la dotation du duc de Nemours, à l'occasion du mariage de ce dernier avec la princesse Victoire, pour le recensement général des propriétés imposables. Il opine pour l'adjonction des capacités au cens électoral, et pour l'incompatibilité de certaines fonctions publiques avec le mandat de député.
Réélu (par 207 voix sur 294 votants et 423 inscrits), le 9 juillet 1842, contre M. Vidal (68 voix), il devient, dans cette législature, vice-président de la Chambre. Il suit la même politique que précédemment, et observe à l'égard du ministère Guizot une neutralité plutôt bienveillante. Il s'abstient dans le scrutin sur l'indemnité Pritchard.

### … et à l'Assemblée nationale législative
La révolution de Février 1848 interrompt sa carrière politique.
Il est rappelé à l'Assemblée législative, le 13 mai 1849, par les électeurs conservateurs de Seine-et-Oise, le 7e sur 10 (par 45 395 voix sur 96 950 votants et 139 436 inscrits). Il y fait partie de la majorité monarchiste, vote pour l'expédition de Rome, pour la loi Falloux-Parieu sur l'enseignement, soutint la politique de l'Elysée jusques et y compris le coup d'État du 2 décembre 1851, et fait partie de la Commission consultative.
Le 29 février 1852, sans s'être porté candidat, il obtient dans la 4e circonscription de Seine-et-Oise, lors des élections au Corps législatif, 917 voix, tandis que Adolphe Delapalme, désigné comme candidat officiel par le gouvernement, est élu par 14 742 suffrages et qu'un autre candidat, M. Thil, en obtient 2 674 voix.

## Armoiries
| Figure | Blasonnement |
|        | Armes de la famille Le Peletier Le Peletier (de Rosanbo) : D'azur à la croix pattée d'argent chargée en cœur d'un chevron de gueules, accosté de deux molettes d'éperon de sable, et en pointe, d'une rose de gueules. Le Peletier de Saint-Fargeau : D'azur, à la croix pattée alésée d'argent, ch. d'un chevron de gueules, accosté de deux molettes de sable et acc. en pointe d'une rose d'or.. Ou : Écartelé: aux 1 et 4, d'azur, à la croix pattée d'argent, ch. en cœur d'un chevron de gueules et en pointe d'une rose du même, boutonnée d'or, ledit chevron accosté de deux molettes (6) de sable sur la traverse de la croix (le Peletier); aux 2 et 3, d'argent, au lion de sable, lampassé et couronné d'or (Mesgrigny). |
|        | Armes du baron Le Peletier d'Aunay et de l'Empire (décret du 3 décembre 1809 lettres patentes du 9 janvier 1810, Paris). Écartelé au premier et quatrième d'azur à la croix pattée d'argent ; chargée d'un chevron de gueules entre deux molettes de sable, soutenu d'une rose de gueules, boutonnée d'or, au deuxième et troisième d'argent au lion de sable, lampassé de gueules ; franc quartier des barons pris dans le Conseil d'État. - Livrées : couleurs de l'écu. |